# Delegata potestas non potest delegari
 (juin 2020).
Delegata potestas non potest delegari (ou delegatus non potest delegare) est un principe en droit constitutionnel et en droit administratif. Il signifie qu'un pouvoir qui a été délégué (par exemple : du peuple vers son parlement) ne peut être à nouveau délégué à une autre autorité sans y avoir été autorisé par le délégant. Ce principe est notamment utilisé en droit français, en droit canonique et en droit américain.

## Concept
Le principe du delegata potestas émerge entre le XVIIe et le XVIIIe siècle à l'époque des premières réflexions sur la séparation des pouvoirs. Le philosophe du droit John Locke écrit ainsi que « l'organe législatif ne peut transférer le pouvoir de faire des lois à aucun autre organe : dans la mesure où ce pouvoir leur est délégué par le peuple, ceux qui l'exercent ne peuvent le transférer à autrui ».
La formulation latine a une origine inconnue. Elle apparaît dès 1566 sous la forme de delegatus delegare non potest dans un ouvrage appelé Flores Legum, publié à Paris cette année-là.

## Utilisations juridiques

### Aux États-Unis
La question de la délégation des pouvoirs est soulevée lors de l'écriture de la Constitution des États-Unis, à la fin du XVIIIe siècle. L'argument contre l'admission de ce principe était qu'à partir du moment où la Constitution ne la refusait pas explicitement, elle devait rester possible. Un des fondateurs de la Constitution, James Madison, était en faveur d'une délégation large des pouvoirs, persuadé que la doctrine de séparation des pouvoirs de Montesquieu n'exigeait pas un strict cloisonnement des compétences du moment que la Constitution délimitait suffisamment les pouvoirs.
Le principe du delegata potestas est mobilisé à plusieurs reprises par les cours suprêmes des États fédérés. Le principe est ainsi soulevé par la Cour suprême de Pennsylvanie dans l'arrêt M'Intire v. Cunningham (1794). La Cour avait annoncé que « M. Wilson n'avait pas donné le pouvoir à Noarth de s'occuper de son commerce; et même s'il l'avait fait, il existe la maxime selon laquelle delegata potestas non potest delegari ».
Par la suite, la Cour suprême des États-Unis exprime ses vues sur la séparation des pouvoirs dans une série d'arrêts à la fin du XIXe siècle. Le principe est à partir de ce moment-là reconnu comme fondamental dans l'ordre républicain des États-Unis. Dans l'arrêt Field v. Clark (1892), elle affirme que le fait « que le Congrès des États-Unis ne [peut] déléguer son pouvoir législatif [...] est un principe universellement reconnu comme étant fondamental à l'intégrité et au maintien du système gouvernemental imposé par la Constitution ».
Cependant, la mutation du rôle de l’État à partir du New Deal permet un certain relâchement de la doctrine, autorisée par la Cour suprême dans des limites qu'elle jugeait raisonnables, en vertu d'une conception plus souple de la séparation des pouvoirs. Certains chercheurs en droit constitutionnel américain font cependant remarquer que dès sa création, la Cour suprême avait en réalité autorisé, dans plusieurs cas, des infractions au principe du delegata potestas.

### En France
Le principe n'est pas clairement dégagé en droit français moderne. Le principe du delegata potestas est considéré par certains juristes comme correspondant à la tradition républicaine ou comme un principe politique fondamental de la théorie démocratique. Aucun texte juridique ne semble cependant le confirmer explicitement.
Le droit de l'Ancien Régime permettait au prince ou au roi de France d'autoriser un individu auquel il a délégué un pouvoir de le déléguer à nouveau à quelqu'un d'autre, moyennant l'octroi de la part du roi d'une specialis delegandi potestas, c'est-à-dire d'un pouvoir spécial de subdélégation.
Le principe est utilisé à diverses reprises dans la vie législative et républicaine française. En juillet 1926, le gouvernement Aristide Briand-Caillaux demande à la Chambre de voter un projet de loi autorisant le gouvernement à prendre, par décrets délibérés en Conseil des ministres, toutes les mesures propres à réaliser le redressement économique français. Édouard Herriot s'oppose au projet, arguant d'une atteinte à la souveraineté parlementaire. Il mobilise dans son discours le principe du delegata potestas non potest delegari et rappelle les travaux du juriste Adhémar Esmein, qui avait écrit en 1894 qui avait écrit de ce principe qu'il était « un principe certain [...] d’après lequel aucun des pouvoirs constitués ne peut déléguer à son tour l’exercice des pouvoirs qu’il tient de la Constitution ».
La Résistance française, notamment gaulliste, considère pendant la Seconde Guerre mondiale que le régime de Vichy est juridiquement illégal. Dans un article publié en 1940 dans le journal La France Libre, le juriste René Cassin explique que l'Assemblée nationale détenait seule le droit de réviser la Constitution, qu'elle ne pouvait déléguer en vertu du principe du delegata potestas non potest delegari. L'abdication des pouvoirs du 10 juillet était donc, selon lui, inconstitutionnelle.
Certains juristes remarquent que la révision de la Constitution par Charles de Gaulle en 1958, qui aboutit à l'écriture de la Constitution de la Ve République, était inconstitutionnelle. En effet, la Constitution de 1946 disposait d'une procédure légale de révision (art. 90), qui passait par le vote à la majorité absolue à l'Assemblée nationale et d'un vote du Parlement français ; or, l'Assemblée vota, par la loi du 3 juin 1958, que « la constitution sera révisée par le gouvernement », subdéléguant ainsi un pouvoir que le peuple lui avait délégué. 

### Au Québec (Canada)
Le principe fait également partie du droit administratif québécois,. Généralement, dans les lois, « le gouvernement confie au ministre l’exercice des fonctions administratives et des pouvoirs qui en accompagnent l’exercice, précise que l’autorité du sous-ministre est celle du ministre et autorise expressément la délégation administrative, soit de l’ensemble des fonctions et pouvoirs dévolus au ministre ; soit des fonctions et pouvoirs qui lui sont dévolus par la loi qui lui confie la responsabilité d’un ministère ; soit des fonctions et pouvoirs qui lui sont attribués par une loi sectorielle ou par une autre loi portant sur la même matière et qui relèvent de lui ; soit des fonctions et pouvoirs qui lui sont attribués par certaines dispositions d’une ».

### Au Royaume-Uni
Le principe apparaît dans le droit anglais dès le XVIIIe siècle. Le philosophe et juriste Jeremy Bentham traite de ce principe la deuxième section du deuxième chapitre de son Introduction aux principes de la morale et de la législation (1789), affirmant ignorer l'inventeur du concept, mais reconnaissant son utilité.